# El Risitas
El Risitas, pseudonimo di Juan Joya Borja (Siviglia, 5 aprile 1956 – Siviglia, 28 aprile 2021), è stato un attore e comico spagnolo, noto per essere apparso nei programmi di Jesús Quintero e nel film Torrente 3: El protector.
Il video di un'intervista con Quintero, in cui narra di una sua esperienza lavorativa in un chiringuito a Chipiona, è diventato virale sul web e la sua risata è diventata un meme, tanto da essere conosciuto come "Spanish laughing guy".
Nel settembre del 2020, venne ricoverato per problemi cardiovascolari e gli venne amputata una gamba. Meno di un anno dopo, il 28 aprile 2021, morì per complicanze dovute alla malattia.